# Andersen Air Force Base

i7
i11
i13
Die Andersen Air Force Base (kurz Andersen AFB) ist ein Stützpunkt der US Air Force auf der pazifischen Insel Guam. Die Basis liegt an der Nordspitze der Insel, ca. 25 km von der Hauptstadt Hagåtña entfernt. Andersen AFB war lange Zeit Hauptquartier der 13th Air Force, bis diese im Mai 2005 auf die Joint Base Pearl Harbor-Hickam auf Hawaii verlegt wurde. Auf der Basis sind seit 2010 einige wenige RQ-4B Global Hawks stationiert. 
Sie ist der wichtigste US-Stützpunkt westlich von Hawaii, Hauptstützpunkt für US-Langstreckenbomber in Ostasien und einer von zwei kritischen Stützpunkten der USA im Asien-Pazifik-Raum, zusammen mit Diego Garcia im Indischen Ozean.

## Geschichte
Die Geschichte der Andersen Air Force Base reicht zurück bis in den Pazifikkrieg. Damals wurde bewaldetes Gelände gerodet und der heutige Flugplatz angelegt. Im Juni 1945 wurden von dort Bombenangriffe auf Japan geflogen. Im Jahre 1947 wurde das North Field in North Guam Air Force Base umbenannt, 1949 folgte die Umbenennung in Andersen Air Force Base nach dem Brigadegeneral James Roy Andersen (1904–1945).
Während des Koreakrieges wurde Guam zu einem wichtigen Zwischenstopp für Flugzeuge und Nachschub. 1951 wurden Bomber von zahlreichen US-Stützpunkten nach Guam verlegt, zuerst B-29, später auch B-36 und B-47. Während des Vietnamkrieges war Andersen AFB eine B-52-Basis. Die Operation Arc Light, die Bombardierung des Vietcongs und seiner Basen bzw. Nachschubwege lief von 1965 bis 1973. Im Jahre 1972 wurde die Operation Linebacker II von mehr als 150 Bombern ausgeführt. Insgesamt gab es innerhalb von elf Tagen im Dezember des Jahres 729 Starts. Bei der Operation New Life wurden nach dem Fall Saigons im Jahre 1975 Tausende evakuiert.
1989 wurde die Basis vom Strategic Air Command an die Pacific Air Forces übergeben. Ein Angelpunkt war Andersen AFB auch bei der Operation Fiery Vigil im Jahr 1991, als nach dem Ausbruch des Mount Pinatubo Menschen von den Philippinen evakuiert werden mussten. Während der Betriebszeit des Space Shuttle war die Andersen Air Force Base ein „erweiterter Notlandeplatz“ (Augmented Emergency Landing Site) für außerplanmäßige Landungen.
Heute dient Andersen AFB als vorgeschobene Logistik- und Nachschubbasis. Wichtig ist sie für Übungen im und Truppenverlegungen in den Südwestpazifik oder Indischen Ozean. Dort stationiert sind die 634th Air Mobility Support Squadron, die 33rd Rescue Squadron und die 40th Exp. Maintenance Sq sowie das 36th Air Base Wing/Air Expeditionary Wing, das bis Anfang der 1990er Jahre als Tactical Fighter Wing auf der früheren Bitburg AB in der Eifel stationiert war.

## Arc Light Memorial Park
Der Arc Light Memorial Park (Lage) ist eine Gedenkstätte für alle SAC-Mitglieder, die an der Operation Arc Light teilgenommen haben. Er besteht u. a. aus einer B-52D und einer alten Radar-Station.

## Galerie

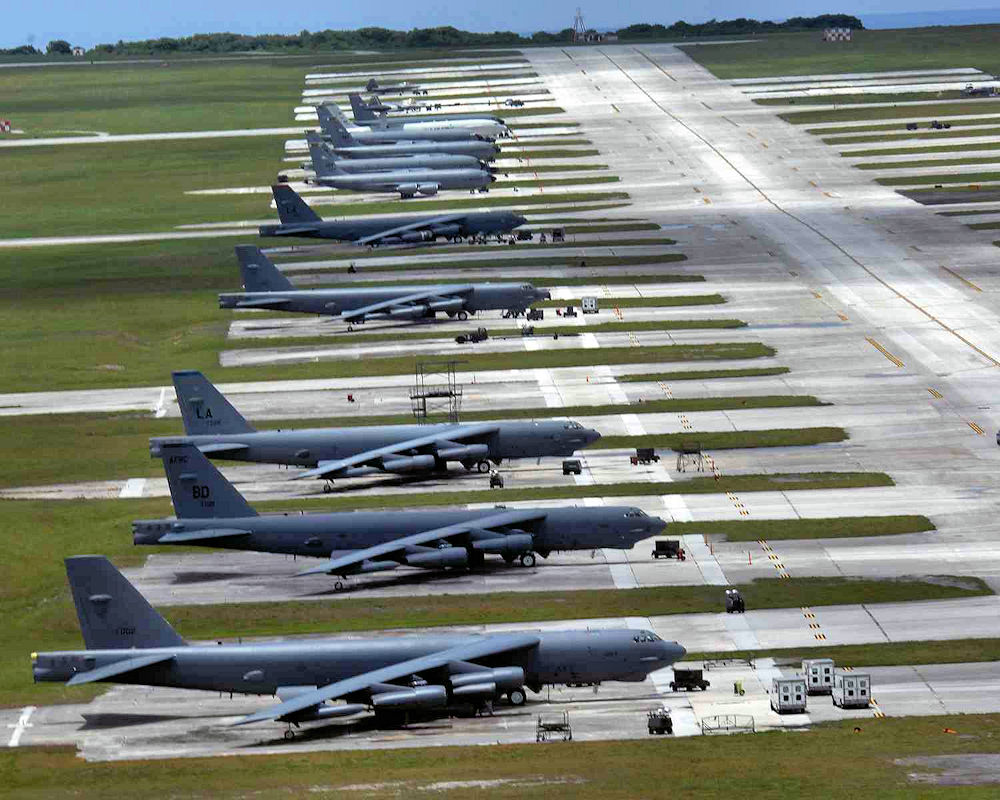
Boeing-B-52-Langstreckenbomber und KC-135-Tankflugzeuge
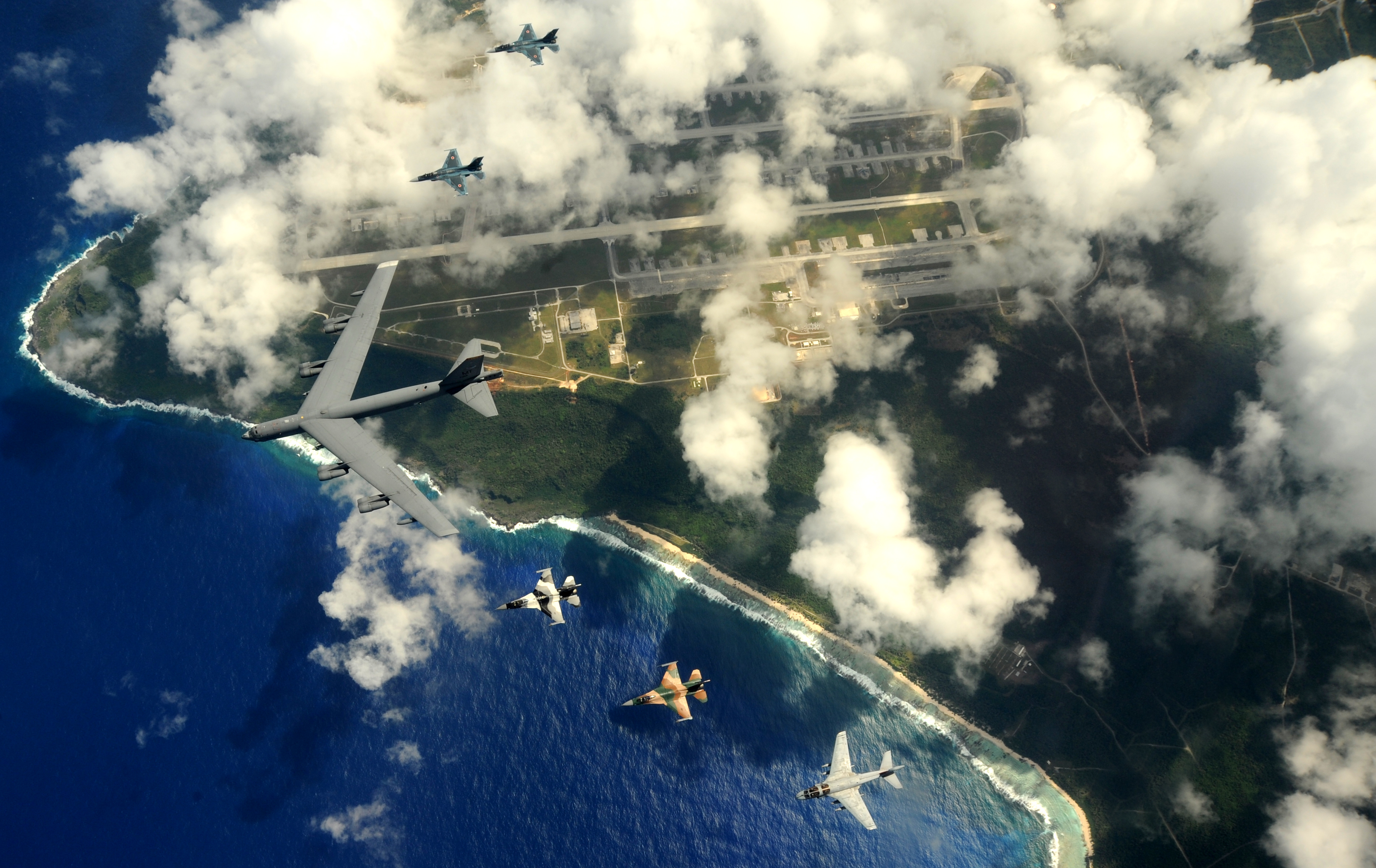
Eine Formation aus japanischen und US-amerikanischen Maschinen während des Manövers Cope North 09
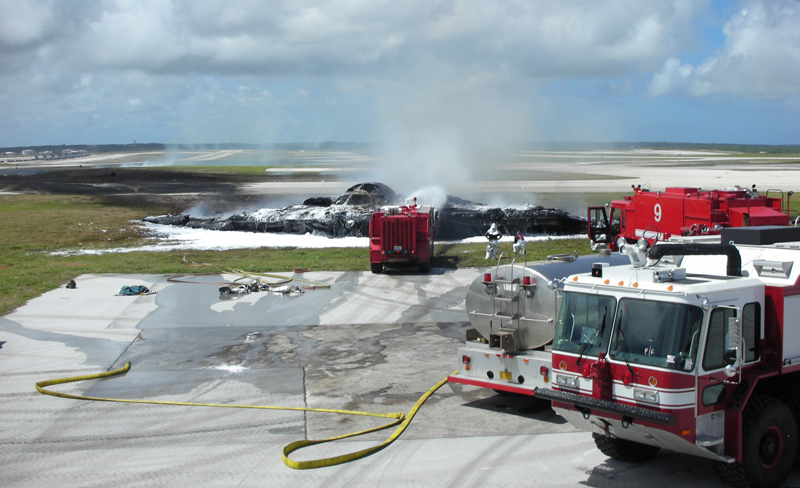
Abgestürzte und ausgebrannte B-2 Spirit neben der Startbahn auf der Anderson AFB

## Zwischenfälle
- Am 4. Juli 1945 wurde eine Curtiss C-46/R5C-1 Commando des United States Marine Corps (USMC) (Luftfahrzeugkennzeichen Bu 39561) nach dem Start 8 Kilometer westlich von der Guam-North Field AFB notgewassert. Über Personenschäden ist nichts bekannt.[4]

- Am 23. Februar 2008 stürzte eine Northrop B-2 („Spirit of Kansas“, AV-12, Kennzeichen 89-0127) beim Start auf der Airbase ab, wobei sich beide Piloten mit den Schleudersitzen retten konnten. Der Pilot wurde leicht, der Copilot schwer verletzt. Ursache war Feuchtigkeit in einem Sensor, der Daten für die Fluglageregelung lieferte. Entgegen den Vorschriften wurde der Sensor vor der Kalibrierung nicht durch Erhitzen getrocknet. Durch die fehlerhaften Daten des Sensors steuerte die Fluglageregelung das Flugzeug beim Abheben in einen zu steilen Anstellwinkel, was zu einem Strömungsabriss und damit zum Absturz führte.[5][6]